# اورلئان، میشیگان
اورلئان (به انگلیسی: Orleans Township) یک منطقهٔ مسکونی در ایالات متحده آمریکا است که در شهرستان آیونیا، میشیگان واقع شده‌است.
 اورلئان ۹۳٫۸ کیلومتر مربع مساحت و ۲٬۷۳۶ نفر جمعیت دارد و ۲۶۱ متر بالاتر از سطح دریا واقع شده‌است.